# 1. Klasse Danzig-Westpreußen 1944/45
De 1. Klasse Danzig-Westpreußen 1944/45 was het vijfde en laatst voetbalkampioenschap van de 1. Klasse Danzig-Westpreußen. De competitie werd in meerdere groepen verdeeld. Door de perikelen in de Tweede Wereldoorlog werd de competitie in 1945 afgebroken. Na de oorlog werd het gebied Pools en werden alle clubs ontbonden.

## Eindstand

### Kreisgruppe Bromberg/Thorn
Onderstaande clubs hadden zich ingeschreven voor de competitie, het is niet bekend of er wedstrijden gespeeld werden. 
- Reichsbahn SG Graudenz
- Bromberger SG II
- SV Thorn II
- Reichsbahn SG Deutsch Eylau
- SG Nakel

### Kreisgruppe Danzig
| Plaats | Club                                     | Wed. | W | G | V | Saldo | Ptn. |
| ------ | ---------------------------------------- | ---- | - | - | - | ----- | ---- |
| 1.     | SC Lauental                              | 5    | 4 | 0 | 1 | 27:10 | 8    |
| 2.     | SG Neufahrwasser II                      | 3    | 2 | 0 | 1 | 08:06 | 4    |
| 3.     | SC Preußen Danzig II                     | 3    | 2 | 0 | 1 | 09:08 | 4    |
| 4.     | WKG Kriegsmarine Danzig II               | 4    | 1 | 0 | 3 | 07:13 | 2    |
| 5.     | RVgg Ostmark-Hansa Danzig                | 0    | 0 | 0 | 0 | 00:00 | 0    |
| 6.     | LSV Danzig II                            | 0    | 0 | 0 | 0 | 00:00 | 0    |
| 7.     | Gehörlosen-TuSV Danzig                   | 0    | 0 | 0 | 0 | 00:00 | 0    |
| 8.     | Post-SG Danzig II                        | 0    | 0 | 0 | 0 | 00:00 | 0    |
| 9.     | WKG der BSG Technische Hochschule Danzig | 0    | 0 | 0 | 0 | 00:00 | 0    |
| 10.    | Reichsbahn SG Danzig                     | 0    | 0 | 0 | 0 | 00:00 | 0    |
| 11.    | SC Wacker Schidlitz                      | 1    | 0 | 0 | 1 | 01:12 | 0    |
| 12.    | TV Ohra                                  | 2    | 0 | 0 | 2 | 04:07 | 0    |

### Kreisgruppe Elbing
Onderstaande clubs hadden zich ingeschreven voor de competitie, het is niet bekend of er wedstrijden gespeeld werden. 
- WKG der BSG Ferdinand Schichau GmbH Elbing
- Reichsbahn SG Dirschau
- Reichsbahn SG Marienburg
- KSG Preußisch Stargard
- HSV Unteroffiziersschule Mewe II

### Kreisgruppe Zoppot/Gotenhafen
| Plaats | Club                           | Wed. | W  | G | V | Saldo | Ptn. |
| ------ | ------------------------------ | ---- | -- | - | - | ----- | ---- |
| 1.     | WKG Kriegsmarine Oxhöft II     | 12   | 11 | 0 | 1 | 57:22 | 22   |
| 2.     | WKG der BSG der TVA Oxhöft     | 4    | 3  | 0 | 1 | 20:08 | 6    |
| 3.     | Post-SG Gotenhafen II          | 5    | 3  | 0 | 2 | 18:17 | 6    |
| 4.     | TuSV Rahmel                    | 6    | 3  | 0 | 3 | 12:20 | 6    |
| 5.     | WKG Kriegsmarine Gotenhafen II | 4    | 1  | 0 | 3 | 04:15 | 2    |
| 6.     | VfL Rahmel                     | 0    | 0  | 0 | 0 | 00:00 | 0    |
| 7.     | VfL Karthaus                   | 0    | 0  | 0 | 0 | 00:00 | 0    |
| 8.     | LSV Rahmel                     | 0    | 0  | 0 | 0 | 00:00 | 0    |
| 9.     | SG Hexengrund                  | 3    | 0  | 0 | 3 | 06:12 | 0    |
| 10.    | Reichsbahn SG Gotenhafen II    | 4    | 0  | 0 | 4 | 07:13 | 0    |
| 11.    | TuSG 1882 Neustadt II          | 4    | 0  | 0 | 4 | 05:24 | 0    |